# Сташкувка
Сташку́вка (пол. Staszkówka) — село в Польше, находящееся в гмине Мощеница Горлицкого повята Малопольского воеводства.

## География
Сташкувка находится в 8 км от Мощеницы, в 17 км от Горлице и 86 км от Кракова.

## История
Первые упоминания о Сташувке относятся к XIV веку. С XV века в селе существовала школа и госпиталь.
В 1915 году во время Первой мировой войны на территории Сташкувки проходили ожесточённые бои за Горлице. После этих боёв была сожжена деревянная церковь XIV века и село было значительно разрушено. Об этих боях свидетельствуют четыре воинских захоронения, которые находятся в окрестностях села.
В 1975—1998 село административно входило в упразднённое Новосонченское воеводство.

## Достопримечательности
- Церковь святого Войцеха — католический храм;
- Воинские захоронения времён Первой мировой войны:
  - Воинское кладбище № 116 (Сташкувка);
  - Воинское кладбище № 117 (Сташкувка) — памятник Малопольского воеводства;
  - Воинское кладбище № 118 (Сташкувка) — памятник Малопольского воеводства;
  - Воинское кладбище № 119 (Сташкувка) — памятник Малопольского воеводства.